# Rybno (jezioro)
Jezioro Rybno (Jezioro Rybno Wielkie, Jezioro Rybno Południowe) – jezioro w Polsce, w województwie wielkopolskim, w powiecie gnieźnieńskim, w gminie Kiszkowo, na Pojezierzu Gnieźnieńskim. Na północ od jeziora leży wieś Rybno Wielkie.

## Dane morfometryczne
Zwierciadło wody położone jest na wysokości 94 metrów n. p. m. Maksymalna głębokość wynosi 4 metry. Powierzchnia zwierciadła wody wynosi 16,1 ha.